# Fenêtre scandinave
Une fenêtre à système scandinave — aussi appelée fenêtre scandinave, fenêtre nordique, fenêtre danoise ou encore fenêtre norvégienne — est une fenêtre dont chaque vantail s'ouvre vers l'extérieur. On la trouve principalement en Norvège, en Suède, au Danemark et dans le nord de l'Allemagne.
Elle a l'avantage de ne pas prendre de place à l'intérieur (aucun déplacement de décoration à prévoir lors de son ouverture) et de clore la baie de manière étanche.

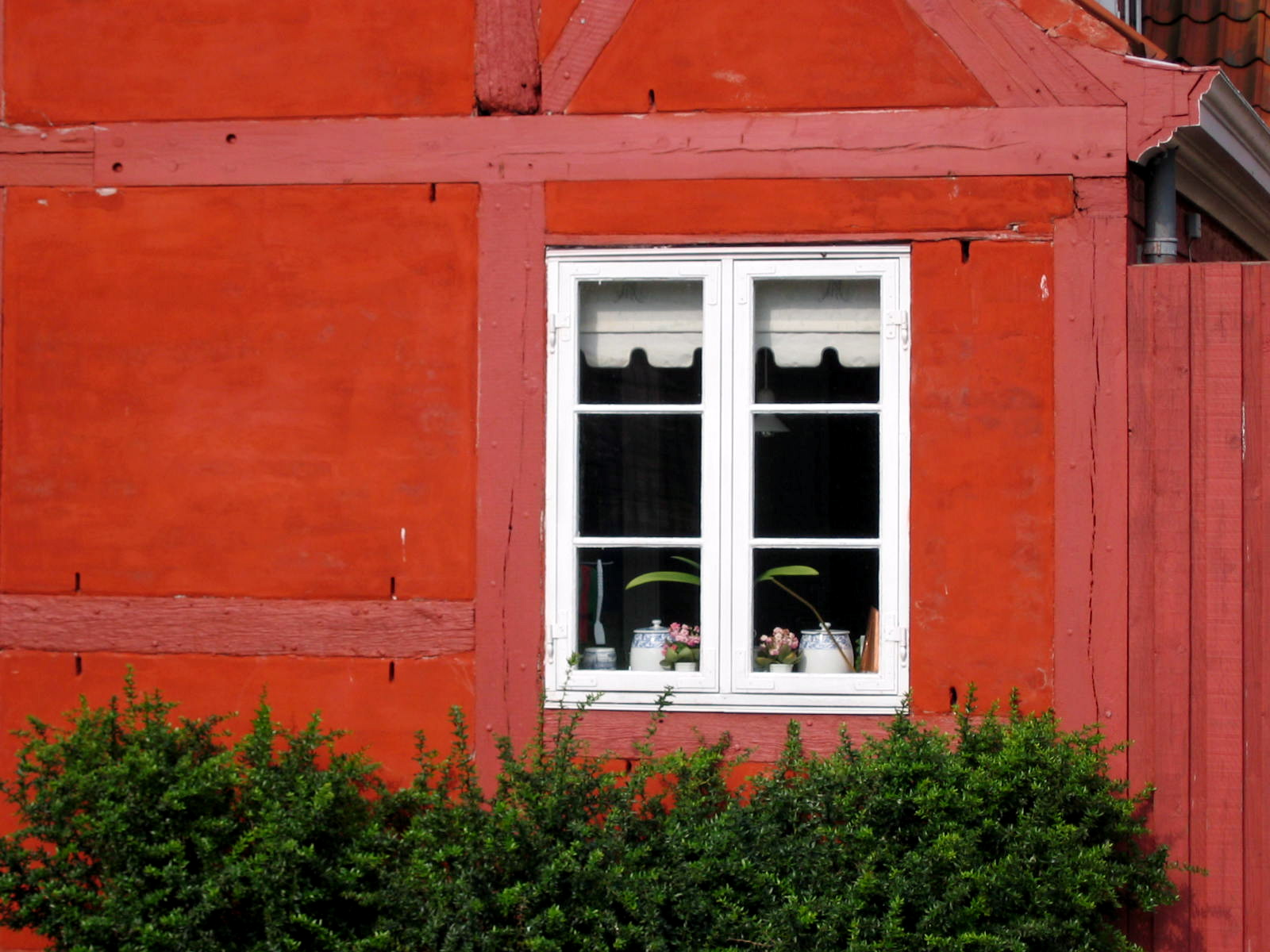
Fenêtre scandinave sur une maison traditionnelle au Danemark.

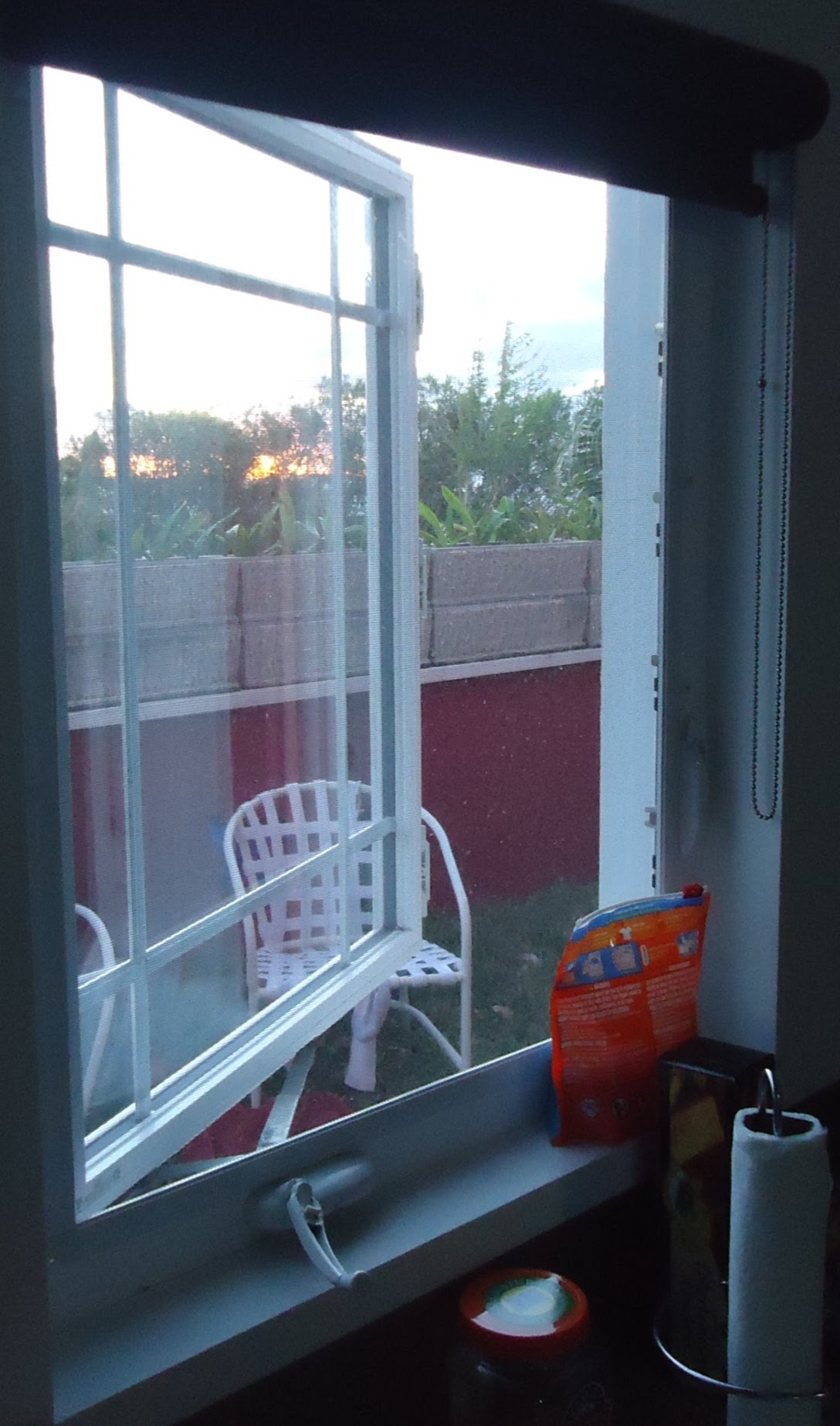

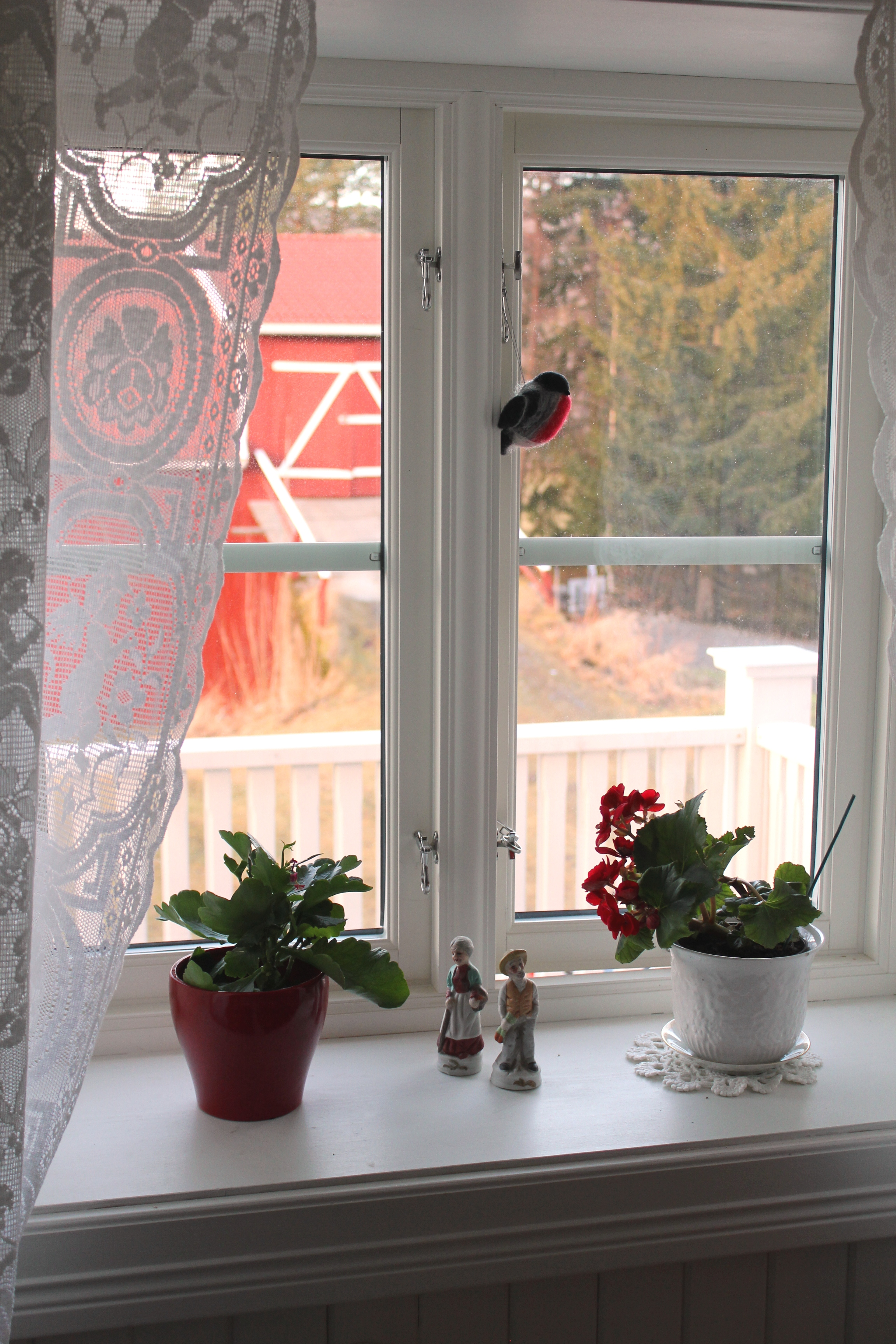

## Histoire
Apparues il y a plusieurs siècles en Europe du Nord, ces fenêtres permettent une ouverture vers l'extérieur de la maison. Par temps venteux, la fenêtre couvre alors parfaitement l'ouverture de la façade et, le souffle du vent comprimant les joints du dormant, le foyer est protégé si la fenêtre est ouverte ou mal fermée. Une bourrasque ne risque pas de forcer le loquet ou d'abîmer la menuiserie.
Traditionnellement, ces fenêtres se ferment de l'intérieur par un système de crochets situés en haut et en bas de chaque vantail. Les gonds sont généralement situés à l'extérieur du bâtiment. Deux autres crochets (l'un à l'intérieur du vantail, l'autre à l'extérieur du châssis) permettent en outre de bloquer le vantail en différentes positions ouvertes.
Ce type de fermeture est aujourd'hui encore largement répandu en Scandinavie, la majeure partie des bâtiments de Copenhague étant ainsi équipée, malgré la diffusion d'autres systèmes de fermeture de baies.